# Bobyrec
Bobyrec, kleniek (Petroleuciscus borysthenicus) – gatunek słodkowodnej ryby karpiokształtnej z rodziny karpiowatych (Cyprinidae).

## Występowanie
Grecja, Bułgaria, Rumunia, Mołdawia, Ukraina, Rosja, Gruzja i Turcja. Żyje w jeziorach położonych niedaleko wybrzeża i w wolno płynących nizinnych rzekach.

## Opis
Osiąga 15–35 (maksymalnie 40) cm długości. Żywi się głównie owadami i ich larwami, planktonem, zoobentosem i glonami.